# Movimento Socialista della Catalogna
Il Movimento Socialista della Catalogna (Moviment Socialista de Catalunya, MSC) fu un partito politico socialista catalano, fondato nel 1945 da militanti spagnoli in esilio in Francia. La maggior parte dei suoi affiliati provenivano dal Partito Operaio di Unificazione Marxista (Partido Obrero de Unificacion Marxista, POUM), mentre altri confluirono dal Partito Socialista Catalano (Partit Socialista Català), dal Partito Socialista Unificato di Catalogna (Partit Socialista Unificat de Catalunya), dalla Sinistra Repubblicana di Catalogna (Esquerra Republicana de Catalunya) e dal sindacato anarchico Confederazione Nazionale del Lavoro (Confederacion Nacional del Trabajo). Il suo organo stampa era l'Endavant.
Nel 1968, dopo i fatti del maggio parigino, l'MSC si scisse in due correnti, una socialdemocratica con a capo Josep Pallach, che diede luogo successivamente al Raggruppamento Socialista e Democratico della Catalogna (Reagrupament Socialista i Democràtic de Catalunya), l'altra marxista diretta da Joan Reventos divenuta poi Convergenza Socialista della Catalogna (Convergència Socialista de Catalunya). Nel 1975 l'MSC cessò di esistere.